# Franco Baresi
Franchino Baresi, conocido popularmente como Franco Baresi (Travagliato, Brescia, 8 de mayo de 1960), es un exfutbolista italiano, conocido como uno de los mejores defensas de la historia. Jugador histórico de la Associazione Calcio Milan —donde desarrolló toda su carrera deportiva— es su segundo integrante histórico con más encuentros disputados tras ser superado por Paolo Maldini (en el momento de su retirada era el jugador con más partidos disputados del club). En total disputó 719 partidos, y además destacó por ganar prácticamente todo con su club, al haber sido campeón seis veces de la Serie A, cuatro veces de la Supercopa, tres veces campeón de la Liga de Campeones —otrora Copa de Europa—, tres veces de la Supercopa de Europa y dos veces de la Copa Intercontinental para un total de dieciocho títulos. Con la selección italiana —en la que contabilizó 81 internacionalidades— ganó la Copa Mundial de 1982.
Fue seleccionado en el trigésimo tercer puesto por la Federación Internacional de Historia y Estadística de Fútbol (IFFHS) como uno de los mejores jugadores del siglo XX, en el 19.º puesto como uno de los 100 mejores jugadores del siglo XX por la revista World Soccer, y en el 17.º puesto por la revista Placar en 1999. También fue seleccionado como uno de los 50 mejores jugadores del siglo XX por la revista Guerin Sportivo. Por otra parte Pelé lo seleccionó como uno de los jugadores FIFA 100, fue incluido en el equipo de todos los tiempos por la revista Planet Foot en 1996, también fue seleccionado por el diario La Repubblica y la revista neerlandesa Voetbal International como uno de los más grandes jugadores de fútbol y fue seleccionado jugador del año en Italia en 1990.
Por todo esto y en su honor, la Associazione Calcio Milan retiró la camiseta con el dorsal número "6" como reconocimiento a su trayectoria exitosa y se le considera hoy en día como uno de los mejores líberos del mundo. La FIFA lo describe como un jugador 'extraordinario'.
El 14 de diciembre de 2020 fue incluido como defensa central en el segundo Dream Team histórico del Balón de Oro.

## Trayectoria
Disputó su primer partido como milanista el 23 de abril de 1978 ante la Associazione Calcio Chievo de Verona. Ya en su segunda temporada se hizo fijo en la titularidad y consiguió hacerse con el primer título de liga («scudetto») de su carrera (1978-79). Su carrera, tras tres temporadas de consolidación, estuvo marcada en sus inicios por el destierro que sufrió el conjunto italiano a la Serie "B" —segunda categoría del país—, donde jugó en las campañas 1980-81 y 1982-83. Posteriormente se produjo la llegada al club de un técnico que le marcó el camino para convertirse en uno de los mejores defensores líberos de la historia del fútbol (Nils Liedholm), que le enseñó las claves del éxito del juego en zona que posteriormente fue reafirmado y mejorado con la llegada en 1987 de Arrigo Sacchi y su sistema de juego.
Antes de la llegada de Arrigo Sacchi como entrenador, se produjo un hecho crucial para el futuro del club. En 1986 Silvio Berlusconi asumió la presidencia y revolucionó el club «rossonero». El equipo se convirtió en el mejor equipo de finales de la década de los años 1980 y comienzos de los años 1990 con jugadores como Marco van Basten, Ruud Gullit, Frank Rijkaard, Carlo Ancelotti, Paolo Maldini o Roberto Donadoni. Un grupo de jugadores que, dirigidos por Sacchi y por Baresi —capitán—, ganó gran número de títulos: un «scudetto», dos Copas de Europa (la primera en 1989 conquistada ante el Steaua de Bucarest y la segunda en 1990 conquistada ante el Sport Lisboa e Benfica) y dos Copas Intercontinentales. Aquella defensa estaba formada por: Mauro Tassotti, Alessandro Costacurta, Baresi, Paolo Maldini y Frank Rijkaard.
Posteriormente y tras la marcha de Sacchi, Fabio Capello siguió fiel a la línea marcada y la entidad siguió cosechando éxitos: cuatro títulos de liga, y una Copa de Europa conquistada ante el Fútbol Club Barcelona en 1994. Permaneció en el club durante 20 temporadas consecutivas, conquistando antes de su retirada definitiva, un «scudetto» más, en la campaña (1995-96).
Su trayectoria y gran despliegue en defensa, no fue compensada con el Balón de Oro (aunque quedó en los primeros puestos en varias ocasiones ganando un balón de plata en 1989 por detrás de su compañero Marco van Basten). Además, el dorsal "6" que usó en el equipo fue retirado por el club en su honor en 1997.
En la campaña (1996-97), a la edad de 37 años, decidió retirarse y entró en la directiva «rossonera», en la cual llegó al puesto de vicepresidencia. Posteriormente ejerció como director de fútbol en el Fulham Football Club inglés, cargo del que fue cesado en agosto de 2002 por discrepancias con la directiva.

## Selección nacional
Disputó dos ediciones de Eurocopa Sub-21, en 1980 y 1982.
Con la selección absoluta debutó el 4 de diciembre de 1982. Estuvo presente en tres mundiales, en España 82, donde Bearzot no contó con él para ser titular, en Italia 90, donde fue parte indispensable de la squadra azzurra, y en USA 94, donde Italia quedó finalista tras perder en los penaltis frente a Brasil. Jugó su último partido como internacional el 7 de septiembre de 1994, tras 81 internacionalidades, de las que fue capitán en 51 de ellas.

### Participaciones en fases finales
| Torneo                | Resultado       |
| --------------------- | --------------- |
| Europeo 1980 (sub-21) | Cuartofinalista |
| Euro 1980             | Cuarto lugar    |
| Europeo 1982 (sub-21) | Cuartofinalista |
| Copa Mundial 1982     | Campeón         |
| Euro 1988             | Semifinal       |
| Copa Mundial 1990     | Tercer lugar    |
| Copa Mundial 1994     | Subcampeón      |

## Estadísticas

### Clubes
Datos actualizados a fin de carrera deportiva.
El jugador fue el segundo en la historia del club en formar parte del grupo One Club Man, expresión inglesa para designar a aquellos futbolistas que militaron durante toda su carrera profesional en el mismo club tras Francesco Zagatti, al que posteriormente se agregó Paolo Maldini. El club español Athletic Club, entidad caracterizada por un fuerte arraigo de jugadores de cantera y por tanto potenciales a ser One Club Man, estableció un galardón que reconociera dicho mérito, debido a su dificultad, en la carrera de los futbolistas.
| Milan A. C. Italia | 1977-78       | 1.ª           | 1   | –  | 2   | –  | –  | – | 3   | 0  |
| Milan A. C. Italia | 1978-79       | 1.ª           | 30  | –  | 4   | –  | 6  | – | 40  | 0  |
| Milan A. C. Italia | 1979-80       | 1.ª           | 28  | –  | 6   | –  | 1  | – | 35  | 0  |
| Milan A. C. Italia | 1980-81       | 1.ª           | 31  | –  | 4   | 1  | –  | – | 35  | 1  |
| Milan A. C. Italia | 1981-82       | 1.ª           | 18  | 2  | 4   | –  | –  | – | 22  | 2  |
| Milan A. C. Italia | 1982-83       | 1.ª           | 30  | 4  | 9   | 2  | –  | – | 39  | 6  |
| Milan A. C. Italia | 1983-84       | 1.ª           | 21  | 3  | 9   | 2  | –  | – | 30  | 5  |
| Milan A. C. Italia | 1984-85       | 1.ª           | 26  | –  | 10  | –  | –  | – | 36  | 0  |
| Milan A. C. Italia | 1985-86       | 1.ª           | 20  | –  | 4   | –  | 4  | – | 28  | 0  |
| Milan A. C. Italia | 1986-87       | 1.ª           | 29  | 2  | 6   | 3  | –  | – | 35  | 5  |
| Milan A. C. Italia | 1987-88       | 1.ª           | 27  | 1  | 6   | –  | 3  | – | 36  | 1  |
| Milan A. C. Italia | 1988-89       | 1.ª           | 33  | 2  | 9   | 2  | 8  | – | 50  | 4  |
| Milan A. C. Italia | 1990-91       | 1.ª           | 31  | –  | 3   | –  | 4  | – | 38  | 0  |
| Milan A. C. Italia | 1991-92       | 1.ª           | 33  | –  | 6   | 1  | –  | – | 39  | 1  |
| Milan A. C. Italia | 1992-93       | 1.ª           | 29  | –  | 8   | –  | 8  | – | 45  | 0  |
| Milan A. C. Italia | 1993-94       | 1.ª           | 31  | –  | 1   | –  | 12 | – | 44  | 0  |
| Milan A. C. Italia | 1994-95       | 1.ª           | 28  | –  | 1   | –  | 14 | – | 43  | 0  |
| Milan A. C. Italia | 1995-96       | 1.ª           | 30  | 1  | 3   | –  | 7  | – | 40  | 1  |
| Milan A. C. Italia | 1996-97       | 1.ª           | 26  | –  | 2   | –  | 2  | – | 30  | 0  |
| Total carrera | Total carrera | Total carrera | 532 | 16 | 102 | 15 | 80 | 0 | 714 | 31 |
| (1) Incluye datos de Copa y Supercopa de Italia. (2) Incluye datos de Copa de Europa, Copa de la UEFA, Recopa de Europa, Supercopa de Europa y Copa Intercontinental. |               |               |     |    |     |    |    |   |     |    |

### Selección nacional
| Sub-21 |                     |    |    |    |    |    |    |    |   |
| 1979 | –                   | –  | 3  | 1  | –  | –  | 3  | 1  |   |
| 1980 | –                   | –  | 3  | –  | –  | –  | 3  | 0  |   |
| 1981 | –                   | –  | –  | –  | –  | –  | 0  | 0  |   |
| 1982 | –                   | –  | 2  | –  | –  | –  | 2  | 0  |   |
| Total | 0                   | 0  | 8  | 1  | 0  | 0  | 8  | 1  |   |
| Olímpica |                     |    |    |    |    |    |    |    |   |
| 1984 | –                   | –  | –  | –  | 5  | 1  | 5  | 1  |   |
| Total | 0                   | 0  | 0  | 0  | 5  | 1  | 5  | 1  |   |
| Absoluta |                     |    |    |    |    |    |    |    |   |
| 1982 | –                   | –  | 1  | –  | –  | –  | 1  | 0  |   |
| 1983 | 1                   | –  | 2  | –  | –  | –  | 3  | 0  |   |
| 1984 | 5                   | –  | –  | –  | –  | –  | 5  | 0  |   |
| 1985 | –                   | –  | –  | –  | –  | –  | 0  | 0  |   |
| 1986 | 1                   | –  | 2  | –  | –  | –  | 3  | 0  |   |
| 1987 | –                   | –  | 5  | –  | –  | –  | 5  | 0  |   |
| 1988 | 7                   | 1  | –  | –  | 4  | –  | 11 | 1  |   |
| 1989 | 10                  | –  | –  | –  | –  | –  | 10 | 0  |   |
| 1990 | 2                   | –  | 2  | –  | 7  | –  | 11 | 0  |   |
| 1991 | 4                   | –  | 5  | –  | –  | –  | 9  | 0  |   |
| 1992 | 5                   | –  | –  | –  | 2  | –  | 7  | 0  |   |
| 1993 | 1                   | –  | –  | –  | 6  | –  | 7  | 0  |   |
| 1994 | 5                   | –  | 1  | –  | 3  | –  | 9  | 0  |   |
| Total | 41                  | 1  | 22 | 0  | 18 | 0  | 81 | 1  |   |
| Total en su carrera | Total en su carrera | 41 | 1  | 30 | 1  | 23 | 1  | 94 | 3 |
| (1) Incluye los partidos de Eurocopa Sub-21, clasificación para la Eurocopa y Eurocopa. (2) Incluye los partidos de la Juegos Olímpicos, Copa Mundial de Fútbol y clasificación. |                     |    |    |    |    |    |    |    |   |

### Resumen
| Competición                   | Partidos | Goles | Promedio |
| ----------------------------- | -------- | ----- | -------- |
| Liga                          | 532      | 16    | 0,03     |
| Copas nacionales              | 102      | 15    | 0,14     |
| Competiciones internacionales | 80       | 0     | 0,00     |
| Selecciones                   | 94       | 3     | 0,03     |
| Total                         | 808      | 34    | 0,04     |

## Palmarés

### Títulos nacionales
| Título             | Club        | País   | Año  |
| ------------------ | ----------- | ------ | ---- |
| Campeonato de Liga | Milan A. C. | Italia | 1979 |
| Campeonato de 2.ª  | Milan A. C. | Italia | 1981 |
| Campeonato de 2.ª  | Milan A. C. | Italia | 1983 |
| Campeonato de Liga | Milan A. C. | Italia | 1988 |
| Supercopa          | Milan A. C. | Italia | 1988 |
| Campeonato de Liga | Milan A. C. | Italia | 1992 |
| Supercopa          | Milan A. C. | Italia | 1992 |
| Campeonato de Liga | Milan A. C. | Italia | 1993 |
| Supercopa          | Milan A. C. | Italia | 1993 |
| Campeonato de Liga | Milan A. C. | Italia | 1994 |
| Supercopa          | Milan A. C. | Italia | 1994 |
| Campeonato de Liga | Milan A. C. | Italia | 1996 |

### Títulos internacionales
Nota * : incluyendo selección.
| Título                 | Equipo *    | Sede           | Año  |
| ---------------------- | ----------- | -------------- | ---- |
| Copa del Mundo         | Italia      | España         | 1982 |
| Copa de Europa Central | Milan A. C. | Europa Central | 1982 |
| Liga de Campeones      | Milan A. C. | Barcelona      | 1989 |
| Supercopa de Europa    | Milan A. C. | Barcelona      | 1989 |
| Copa Intercontinental  | Milan A. C. | Tokio          | 1989 |
| Liga de Campeones      | Milan A. C. | Viena          | 1990 |
| Supercopa de Europa    | Milan A. C. | Milán          | 1990 |
| Copa Intercontinental  | Milan A. C. | Tokio          | 1990 |
| Liga de Campeones      | Milan A. C. | Atenas         | 1994 |
| Supercopa de Europa    | Milan A. C. | Milán          | 1994 |

(*) Incluyendo la selección

### Distinciones individuales
| Distinción                                           | Año  |
| ---------------------------------------------------- | ---- |
| Balón de Plata                                       | 1989 |
| Máximo goleador de la Copa Italia                    | 1990 |
| Equipo de las Estrellas de la Copa Mundial de Fútbol | 1990 |
| Los Mejores Jugadores del Siglo XX: #19              | 1999 |
| Futbolista del Siglo de la Serie A                   | 2000 |
| FIFA 100                                             | 2004 |
| Mejor futbolista europeo 1954-2004: #17              | 2004 |
| Premio Golden Foot (como Leyenda)                    | 2012 |
| Once histórico de plata del Balón de Oro             | 2020 |

## Condecoraciones
| Distinción                               | Año  |
| ---------------------------------------- | ---- |
| Orden al Mérito de la República Italiana | 1991 |